# 普扎斯內什縣

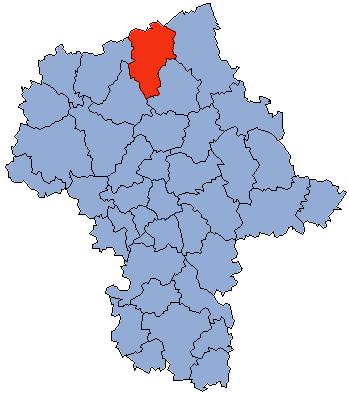

53°1′N 20°53′E / 53.017°N 20.883°E
普扎斯內什縣（波蘭語：Powiat przasnyski），是波蘭的縣份，位於該國中東部，由馬佐夫舍省負責管轄，首府設於普扎斯内什，面積1,218平方公里，2006年人口52,948，人口密度每平方公里43人。